# Doug Burgum
Douglas J. Burgum (født 1. august 1956 i Arthur, North Dakota) er en amerikansk politiker, og den 33. og nuværende guvernør for den amerikanske delstat North Dakota. Han er medlem af det Republikanske parti.
Burgum blev valgt til guvernør den 8. november 2016 og overtog embedet den 15. december.
Han forsøgte at blive republikansk kandidat ved præsidentvalget i USA 2024, men fik ikke tilstrækkelig opbakning og trak sig fra kampen i december 2023.